# Gijs Jolink

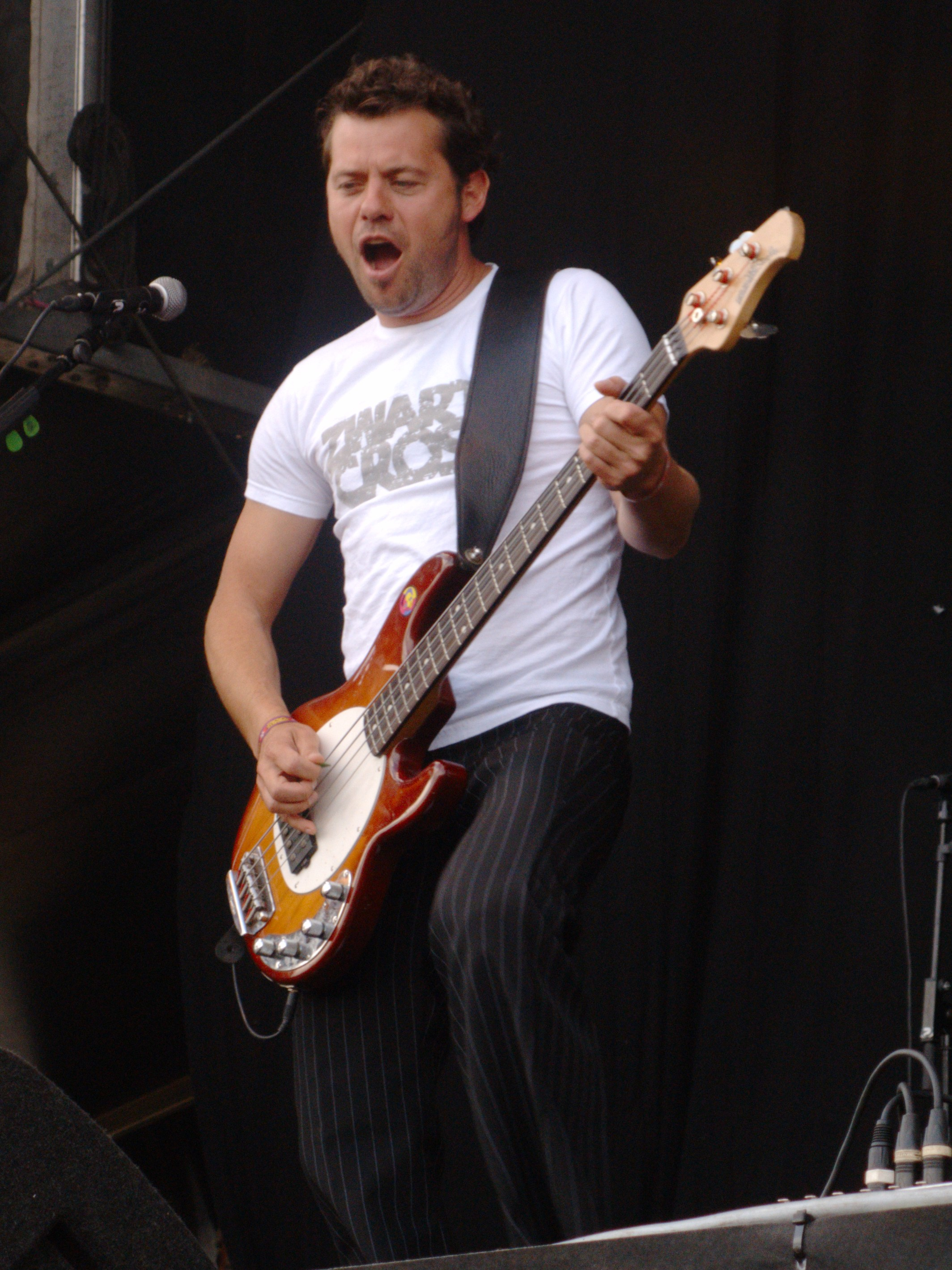
Gijs Jolink in 2011

Gijs Jan Piet(er) Jolink (Enschede, 8 juni 1971) is een Nederlandse muzikant en liedjesschrijver, en maakt deel uit van de dialectbands Jovink en de Voederbietels en de Motorband. Hij is de zoon van Bennie Jolink van de band Normaal. 
Met Hendrik Jan Lovink was hij mede-oprichter van de "rock en lol" band Jovink en de Voederbietels in 1992, en hij schreef veel van de muziek in de vroege jaren van de band. Zijn muzikale carrière begon als gitarist/zanger en werd later bassist en zanger. Andere leden van de band zijn Hans Bouman (Mongo) en Hendrik Jan Bökkers.
Gijs speelt ook in de 'Motorband' samen met zijn vader Bennie Jolink, Hendrik Jan Lovink en Jan Willem Tolkamp. Hij is mede-eigenaar van het evenementenbedrijf "Feestfabriek Alles Komt Goed" B.V. in Hengelo Gld en een van de organisatoren van het Zwarte Cross Festival in Lichtenvoorde. Na de Zwarte Cross editie 2024 is Jolink gestopt als organisator. 
Hij werd geboren in Enschede, en woont tegenwoordig in Hummelo.